# Productividad

Mapa mundial que muestra el PIB per cápita por países en 2008 según los cálculos del FMI realizados en abril de 2009. El PIB per cápita tiene una fuerte correlación con la productividad y menor con la calidad de vida. El PIB por hora trabajada es considerado como muy próximo a la productividad.

La productividad es la relación entre la cantidad de productos obtenida por un sistema productivo y los recursos utilizados para obtener dicha producción. También puede definirse como la relación entre los resultados y el tiempo utilizado para obtenerlos: cuanto menor sea el tiempo que lleve obtener el resultado deseado, más productivo es el sistema. En realidad la productividad debe ser definida como el indicador de eficiencia que relaciona la cantidad de recursos utilizados con la cantidad de producción obtenida.
La productividad evalúa la capacidad de un sistema para elaborar los productos que son requeridos y a la vez el grado en que aprovechan los recursos utilizados, es decir, el valor agregado. Una mayor productividad utilizando los mismos recursos o produciendo los mismos bienes o servicios resulta en una mayor para la capacidad de rentabilidad para la empresa.
El retorno del tiempo invertido (ROTI) sirve como un indicador de la productividad, midiendo la efectividad de la conversión del tiempo en resultados valiosos. Una alta productividad implica lograr más en el mismo periodo de tiempo, aumentando así el ROTI. Al centrarse en mejorar la productividad, tanto los individuos como las organizaciones pueden lograr mejores resultados sin una inversión adicional de tiempo.

## Tipos de productividad
Aunque el término productividad engloba distintos conceptos, básicamente se consideran dos: productividad laboral y productividad total de los factores (PTF).

### Productividad laboral
La productividad laboral o productividad por hora trabajada se define como el aumento o disminución de los rendimientos en función del trabajo necesario para el producto inicial.

Productividad por hora trabajada o productividad laboral. Comparación de la productividad entre los países miembros de la OCDE en el año 2007, medida como unidad de PIB por hora trabajada.
Barras azules: superior a la media de la OCDE. Barras amarillas: por debajo de la media.

### Productividad total de los factores
La productividad total de los factores (PTF) se define como el aumento o disminución de los rendimientos en la variación de cualquiera de los factores que intervienen en la producción: trabajo, capital o técnica, entre otros.
Se relaciona con el rendimiento del proceso económico medido en unidades físicas o monetarias, por relación entre factores empleados y productos obtenidos. Es uno de los términos que define el objetivo del subsistema técnico de la organización. La productividad en las máquinas y equipos está dada como parte de sus características técnicas.
La productividad total de los factores (PTF) está asociada a la medición de la tecnología y la eficiencia técnica en relación con las variaciones interanuales o ritmo de crecimiento. La Eficiencia técnica puede ser explicada por la eficiencia "pura" y la eficiencia a escala (tamaño de la unidad productiva). Regularmente la PTF debe relacionarse con el ritmo de crecimiento poblacional, de tal manera que la medición de la productividad debe considerar los cambios en la tecnología y como los productores se asocian a esa determinada tecnología para contribuir al ritmo de crecimiento poblacional (Zúñiga-González, 2012).

### Productividad marginal
También conocida como "producto marginal" del insumo, es el producto adicional que se fabrica con una unidad adicional de ese insumo mientras que los otros insumos permanecen constantes.
La Ley de los rendimientos decrecientes tiene un rol fundamental en la productividad de un factor, pues indica que la productividad marginal de cada factor disminuye a medida que más unidades de este se agregan al proceso de producción (dejando el resto de los factores productivos en una cantidad constante). De esta manera sobrepasar la cantidad óptima de un factor productivo puede resultar incluso en un decrecimiento de la productividad total.

## Otras definiciones de productividad
Es la relación entre la producción obtenida y los recursos utilizados para obtenerla.

Es la relación que existe entre los insumos y los productos de un sistema productivo. A menudo es conveniente medir esta relación como el cociente de la producción entre los insumos. ‘Mayor producción, mismos insumos, la productividad mejora’ o también se tiene que ‘Menor número de insumos para misma producción, la productividad mejora.

Es la razón aritmética de producto a insumo, dentro de un período determinado, con la debida consideración de calidad.

## Los factores críticos en la dirección de operaciones: La calidad y la productividad
Los factores críticos en la dirección de operaciones: La calidad
En el entorno empresarial actual, la calidad puede definirse ampliamente como el grado en que un producto o servicio cumple o supera las expectativas de un cliente. Antes de la década de 1980, la calidad no era una prioridad principal para los fabricantes norteamericanos. A medida que los productos de alta calidad comenzaron a fluir hacia los mercados norteamericanos desde Japón, poco a poco se hizo evidente que las empresas norteamericanas se habían quedado atrás. Los productos japoneses comenzaron a ser preferidos por los consumidores que reconocían su nivel superior de calidad. Este fue el caso especialmente en el mercado automotriz. (Santamaría Peraza, 2017)
Aunque la literatura sobre la gestión de la calidad total no incluye un rico espectro de investigación, no hay consenso sobre la definición de calidad. La noción de calidad ha sido definida en diferentes formas ente por diferentes autores. Gurús de las disciplinas de gestión de la calidad total como y Feigenbaum define el concepto de calidad y que totalidad gestión de diferentes maneras. Garvin propuso una definición de calidad en términos de la transcen-abolladura, producto basado, usuario base, en un enfoque basado en valores, también identificó ocho atributos para medir la calidad del producto. (Barrios, 2018)
Ortiz & Benito, (2004) desarrollaron otro instrumento para determinar los factores críticos de la gestión de la calidad total. Flynn et al. identificó siete factores de calidad. Estos son los mejores apoyos a la gestión, información de calidad, gestión de procesos, diseño de productos, gestión de la fuerza laboral, participación del proveedor y participación del cliente. Como se ve, este instrumento es muy similar al instrumento anterior que fue desarrollado por (Ortiz & Benito, 2004)
Becerra Lois et al. (1969) midió el impacto de las prácticas de calidad total en el desempeño de la calidad y ventaja competitiva. En otro estudio digno de mención, Anderson, Rungtusanatham & Schroeder, desarrollaron la base teórica de la práctica de la gestión de la calidad mediante el examen de los 14 puntos de Deming. Ellos reducir el número de conceptos de 37 a 7 utilizando el Método Delphi. Estos son liderazgo visionario, cooperación interna y externa, aprendizaje, gestión de procesos, mejora continua, el cumplimiento de los empleados y la satisfacción del cliente.
Se identificaron factores críticos de la gestión de la calidad total utilizando los criterios del Premio Malcolm Baldrige e investigaron su validez por medios empíricos. Ellos desarrollaron 32 ítems, los cuales fueron clasificados en diez factores críticos. Estos factores son: Corporativo cultura de la calidad, gestión estratégica de la calidad, sistemas de medición de la mejora de la calidad, personas y gestión de clientes, planificación de calidad operativa, gestión de interfaz externa, proveedor asociaciones, estructuras de trabajo en equipo, orientación a la satisfacción del cliente y comunicación de información de mejora. Varios autores también han valorado la validez de Malcolm Baldrige Criterios de adjudicación. (Santamaría, 2017)
Desarrollaron doce constructos integrados de gestión de calidad a través de un análisis detallado de la literatura para determinar los factores críticos de la gestión de calidad de organizaciones se identificó doce factores. Estos son la gestión de la calidad del proveedor, el rendimiento del proveedor, el enfoque en el cliente, el uso del control de procesos estadísticos, la evaluación comparativa, la calidad interna uso de la información, participación de los empleados, capacitación de los empleados, gestión de la calidad del diseño, empoderamiento de los empleados, calidad del producto y compromiso de la alta dirección. (Lázaro Alfaro, 2017)
La calidad del diseño se puede describir como la calidad que tiene un producto en términos de las características reales del producto. Piensa en el diseño de tu celular favorito. Las decisiones tomadas por el equipo de marketing y diseño determinarán la forma en que funcionará su teléfono, la calidad del sonido, las características que tiene, sin mencionar la forma en que se ve, se siente y dura. (National & Pillars, n.d.)

### Atribuibles a los diseños y los insumos no laborales
- Diseño de los productos o servicios: si el producto está bien diseñado para que sea fácil producirlo (con los materiales, máquinas y personal de los que se dispone), la productividad será mayor.
- Estabilidad de los diseños: cuanto menos cambie un diseño a lo largo del tiempo, mayor será la productividad.
- Calidad de las materias primas: una buena calidad de las materias primas hará que se tengan que desechar menos productos defectuosos. Una buena calidad del suministro eléctrico asegura que la producción se mantiene constante durante toda la jornada de trabajo.
- Calidad y mantenimiento de la maquinaria.
- Fabricar un producto que supere notablemente el nivel de calidad del mercado (por duración, por sabor, etc.) puede ser favorable para la productividad si ese plus de calidad permite venderlo a un precio más elevado que compense los costes extra.

### Atribuibles a la organización del trabajo
- Disposición y utilización del espacio: la productividad será mayor si es el mínimo posible (o el más rápido) el recorrido de la materia prima sobre la que se va actuando hasta conseguir el producto. Asimismo será mayor si hay espacio suficiente para realizar sin interrupciones todas las operaciones de manipulación o abastecimiento.
- Método de trabajo: la productividad de un método de trabajo eficiente será mucho mayor.
- Planificación de los insumos: si está bien planificada la llegada de materias primas para que siempre las haya disponibles, la productividad será mayor que si se agota una de ellas y hay que parar la producción hasta reponerla.
- Entorno: la productividad será mayor si la iluminación es buena, si el nivel de ruido no sobrepasa el límite necesario para que los trabajadores puedan concentrarse (en tareas necesariamente ruidosas, la productividad será mayor si los trabajadores cuentan con protección acústica adecuada), si la temperatura está en los niveles de confort (entre 18 y 24 °C), si no hay polvo ni suciedad, etc.
- Tiempos de trabajo: la productividad será mayor si el tiempo está bien distribuido entre los períodos de la jornada laboral en que se trabaja sin interrupción y los períodos de descanso. Los trabajadores agotados rinden menos, se equivocan más, tienen más accidentes y se ponen enfermos más a menudo.
- Riesgo de accidentes: la productividad será mayor si el riesgo de accidentes es bajo.
- Dependencia tecnológica: la conexión permanente de las personas trabajadoras a un dispositivo electrónico (por ejemplo un teléfono móvil) incrementa su estrés y reduce su productividad.[6]

### Atribuibles a los trabajadores
- Formación: la productividad será mayor si los trabajadores tienen la formación suficiente para manejar las máquinas y equipos informáticos necesarios, y han practicado esta formación el tiempo suficiente.[7] Un estudio de más de 1 800 empresas italianas en 2016 mostró que tener empleados con Formación Profesional eleva un 11,5 % la productividad.[8]
- Estado físico de los trabajadores: la productividad será mayor si los trabajadores están bien nutridos,[9] han dormido lo suficiente, no están enfermos y no toman drogas.
- Motivación: la productividad será mayor si los trabajadores están motivados, lo que puede conseguirse con un entorno de trabajo agradable, unos sueldos adecuados, respeto y consideración por parte de los superiores, etc. Un estudio[10] de la Universidad de Warwick cifra en un 12 % el aumento de productividad si los trabajadores son felices.
- Responsabilidad social corporativa: las empresas que aplican estas políticas, en el sentido de mejorar el trato a la plantilla, por ejemplo implantando bolsas de horas, consiguen que los empleados estén más contentos, y que por tanto sean más productivos.[11]
- Absentismo: la productividad será mayor cuanto menor sea el absentismo laboral.
- Puntualidad: la productividad será mayor cuanto mayor sea la puntualidad.[12]

### Atribuibles a condiciones externas
- Mercadotecnia: supongamos que una empresa tiene capacidad para producir 900 unidades diarias de un producto. Pero como solo consigue vender 700, solo produce 700. Decide entonces emprender una campaña publicitaria, con lo que sus ventas aumentan a 850, e incrementa la producción (sin necesidad de contratar nuevos trabajadores ni ampliar sus instalaciones) para responder a ese incremento de demanda. De esta forma la productividad de la empresa ha aumentado. Un estudio[13] de Fedesarrollo en 2009 concluye que la innovación en la gestión y en el marketing aumenta la productividad.
- Internacionalización: las empresas que exportan presentan mayor productividad,[14] aunque lo más probable es que primero consigan esa productividad y luego, gracias a ella, consigan exportar con éxito.
- Tamaño relativo de la empresa: las empresas grandes presentan mayor productividad que las pequeñas. Por ejemplo, las empresas españolas de más de 250 trabajadores muestran una productividad un 65 % superior a la media, mientras que las de menor tamaño presentan una productividad aproximadamente la mitad de la media.[14]
- Entorno económico: los ciclos de crecimiento y desaceleración afectan a la evolución de la productividad. Entre 2007 y 2009 (crisis) en la Unión Europea[15] la productividad crece 2 puntos porcentuales menos que en el período expansivo 1995-2007. En España, sin embargo, durante la crisis, la productividad creció al 2,6 %, debido a la fuerte destrucción de empleo (menos trabajadores tuvieron que producir una cantidad parecida de bienes y servicios).
- Formalidad: las empresas de la economía informal presentan solo el 45 % de la productividad de las empresas formales.[16]
- Competencia: un mayor poder de mercado de las grandes empresas se asocia con un menor incremento de la productividad.[16]
- Calentamiento mundial: la Organización Internacional del Trabajo alerta[17] de que reduce la productividad de los trabajadores, al someterlos a un mayor estrés térmico.

## Los factores críticos en la dirección de operaciones: La productividad
Definición de Programación de Producción
El bienestar de su empresa depende de su productividad. Cuanto más pueda producir por hora, menores serán sus costos de producción y mayores serán sus resultados. Muchos cambios que afectan la eficiencia de la mano de obra no cuestan un centavo, por lo que estos son excelentes puntos de partida si está listo para reforzar las operaciones. (Domínguez Machuca, 1995)
Factores humanos que afectan la productividad Su gente mantiene su negocio en funcionamiento, por lo que su bienestar y capacitación continua son esenciales para una productividad y rentabilidad óptimas.
Salud de los empleados:
Los empleados sanos se presentan a trabajar físicamente capaces de hacer su trabajo con concentración y resistencia. Si su personal se siente bien, podrán participar mejor y realizar las tareas. Invertir en seguros de salud y bienestar de los empleados agrega costos a corto plazo, pero es probable que su empresa obtenga los beneficios de estos gastos con una mayor productividad y una mejor calidad del trabajo.
Actitudes de los empleados:
Es probable que los trabajadores que disfrutan de su trabajo trabajen bien y de manera eficiente e incluso colaboren para encontrar mejores formas de realizar las tareas básicas. Si trata a sus trabajadores de manera justa, es probable que permanezcan en su negocio por más tiempo, lo que le permitirá aumentar la productividad al desarrollar habilidades y una base de conocimientos compartida. Educación y capacitación de los empleados:
A menos que sus empleados realicen trabajos rutinarios de nivel inicial, su trabajo y productividad mejorarán con el tiempo. Puede aprovechar este crecimiento a través de la capacitación continua en el sitio, como familiarizar al personal con los matices de sus sistemas a medida que aumenta su competencia. También puede invertir en su educación financiando programas de aprendizaje orientados a los factores que afectan la eficiencia del trabajo. (Gómez Gómez & Brito Aguilar, 2020)
Factores del equipo que afectan la productividad
La infraestructura de su negocio también puede afectar la productividad. Las actualizaciones de equipos pueden ser costosas, pero las ralentizaciones debido a equipos deficientes pueden ser aún más costosas.
Las herramientas adecuadas:
Rebanar un fardo de cebollas a mano lleva una fracción del tiempo que procesarlas con un procesador de alimentos. Cualquiera que sea su industria, probablemente haya herramientas estándar como taladros eléctricos o máquinas de coser que pueden mejorar el flujo de trabajo y también equipos personalizados adaptados a sus procesos y productos específicos. (“Operaciones: Concepto, Sistema, Estrategia y Simulación,” 2005)
El diseño correcto:
Una vez que haya adquirido el equipo que puede acelerar sus procesos, también debe organizarlo de manera que ahorre tiempo y espacio. El equipo que realiza diferentes pasos en una secuencia debe estar dispuesto de modo que el trabajo pueda moverse con gracia de un paso a otro. Reduzca el desorden en las áreas de equipos para evitar ralentizaciones innecesarias.
Factores de sistemas que afectan la productividad
Incluso si sus trabajadores están contentos y su equipo está en buen estado, puede haber factores del sistema que afecten el trabajo y saboteen sus esfuerzos por mejorar. Problemas de la cadena de suministro:
Sí le falta un ingrediente o una pieza que es esencial para completar su producto, la productividad puede detenerse. Incluso si desvía a los empleados a otras tareas, probablemente perderá la eficiencia que se obtiene al realizar las tareas en la secuencia adecuada. (Ortiz & Benito, 2004)
           Desarrolle sólidos sistemas de seguimiento de inventario para evitar que se agoten en momentos inoportunos y cultive múltiples fuentes para los mismos artículos en caso de escasez.
Cadena de mando:
Si sus empleados están bien informados y están facultados para tomar decisiones espontáneas, podrán hacer juicios y mantener el flujo de trabajo en lugar de tener que detenerse y buscar orientación. De manera similar, si los miembros esenciales del personal de administración están disponibles cuando se necesitan para tomar decisiones de alto nivel, los empleados pueden obtener la información que necesitan para continuar. (Marcelino & Pinargote, n.d.)
Protocolos de flujo de trabajo:
           Algunos protocolos de flujo de trabajo son parte de la capacitación básica de los empleados, como dejar que los alimentos cocidos se enfríen antes de empacarlos. Otros protocolos evolucionan con el tiempo si su personal está lo suficientemente comprometido como para seguir encontrando nuevas formas de trabajar bien. Recompense al personal por las innovaciones exitosas y aliéntelos a compartir información que pueda mejorar la productividad del lugar de trabajo en general. (Barrios, 2018)
Herramientas para programar la producción
Software:
Una vez que la logística de su programa de producción se vuelve lo suficientemente compleja como para atascarlo, existe una variedad de opciones de software disponibles para ayudarlo a administrar los detalles. Programas como Monday.com y Protected Flow Manufacturing lo ayudan a establecer prioridades, coordinar procesos y administrar el personal. (Davins Miralles, 2003)
Documentos escritos:
Si sus procesos de producción son relativamente simples, es posible que pueda crear listas útiles y significativas de manera efectiva para que los miembros del equipo y los gerentes tengan una idea clara de lo que debe suceder y en qué orden. Los cronogramas y los diagramas de flujo pueden ayudar a proporcionar imágenes útiles para ayudar al personal a comprender cómo interactúan los procesos.

## Productividad y sostenibilidad
Según las hipótesis de la economía neoclásica, la productividad se evalúa según los factores de producción capital y trabajo únicamente, sin tener en cuenta la cantidad de recursos naturales utilizados. Esto es consecuencia de la época en que el modelo fue ideado (siglo XIX), en la que no se conocían límites a la explotación de estos recursos. Sin embargo, hoy en día la situación ha evolucionado mucho y sabemos que cada vez estamos más cerca del agotamiento de las energías fósiles (ver Pico petrolero) y diversas materias primas. Esto se traduce en el hecho que la huella ecológica global de la humanidad sobrepasa la biocapacidad de la Tierra para renovar sus recursos naturales.
Actualmente se presta mucha atención a la sostenibilidad, de manera que, en general, cuando la productividad aumenta manteniendo constantes capital y mano de obra, se debe a un menor uso de recursos naturales, como agua o energía. Asimismo, el reciclaje de los residuos de una producción, o su aprovechamiento para alimentar otras cadenas de producción según los principios de la economía circular, puede aumentar la productividad total de la empresa, no aumentando la cantidad de producto que fabrica, pero sí reduciendo sus costes.

## Productividad y empleo
Existe una amplia heterogeneidad en las relaciones entre la variación de la productividad y la variación del empleo. La mecanización del campo, aunque asegura una mayor productividad, aumenta el desempleo. En general un aumento paulatino del desempleo lleva aparejado un crecimiento de la productividad, y una disminución del paro se acompaña de una reducción de la productividad. Pero los países de mayor productividad por trabajador generalmente son los que disfrutan de menores índices de paro y, además, menor número de horas trabajadas.

## Productividad, crecimiento, jornada laboral, población y recursos
| Año  | Población  | Población ocupada | Horas trabajador año | Horas trabajador semana | Horas trabajador día | Productividad hora de trabajo (dólares 1990) | PIB per cápita (dólares 1990) |
| ---- | ---------- | ----------------- | -------------------- | ----------------------- | -------------------- | -------------------------------------------- | ----------------------------- |
| 1785 | 12.681.000 | 4.915.000         | 3.000                | 62                      | 11                   | 1,29                                         | 1.505                         |
| 1820 | 19.832.000 | 6.884.000         | 3.000                | 62                      | 11                   | 1,69                                         | 1.756                         |
| 1870 | 29.312.000 | 12.285.000        | 2.984                | 61                      | 10,9                 | 2,64                                         | 3.297                         |
| 1913 | 42.622.000 | 18.566.000        | 2.624                | 53                      | 10                   | 4,40                                         | 5.032                         |
| 1950 | 50.363.000 | 22.400.000        | 1.958                | 40                      | 8                    | 7,86                                         | 6.847                         |
| 2000 | 58.670.000 | 27.200.000        | 1.489                | 30                      | 6                    | 28,71                                        | 19.817                        |

El aumento de la productividad está asociado al crecimiento económico si bien los rendimientos decrecientes afectan de manera significativa al uso de la mano de obra, tanto en su número -población empleada- como en su dedicación -jornada de trabajo- y su salario.
Históricamente el aumento de la productividad ha permitido la reducción de la jornada de trabajo como un requerimiento menor de mano de obra. En países exportadores de materias primas, habitualmente con baja productividad, se renuncia a la productividad a cambio de más población; en países industrializados se consigue una alta productividad con escasa mano de obra lo que promueve institucional e individualmente un mayor control del aumento de la población.
Las causas del aumento de la productividad son consecuencia del desarrollo de la tecnología, del aumento del denominado capital físico y la mejora del capital humano: mecanización, industrialización, implantación de tecnologías de la información y la comunicación; de la mejora en la gestión de recursos humanos; del aumento de la cualificación profesional y la formación de trabajadores así como de la implantación del sistema de gestión de la calidad y la intensificación del capital que reducen la necesidad de mano de obra intensiva.
El economista Joseph Stiglitz considera que un aumento en las horas trabajadas como resultado del crecimiento demográfico que no redunde en un aumento de la productividad impactará en el nivel de vida debido a que la mayor renta no tendrá un valor real de consumo por la menor cantidad de bienes o servicios producidos, según la fórmula (i de crec. de Producción = i de aum. de horas trabajadas + i de aum. de productividad). En ese sentido, en un contexto de mayor productividad, para mantener los niveles de crecimiento de la producción total en valores de equilibrio es necesario reducir la jornada laboral, pues resulta económicamente innecesario sobrepasar dichos niveles de crecimiento estable, en concordancia con una tendencia al desarrollo sostenible, y en una situación de estancamiento demográfico.
Autores como David Anisi, Guy Aznar, Alain Caillé, André Gorz, Jean-Louis Laville, Jacques Robin, Roger Sue o Jeremy Rifkin consideran que hay una crisis del sistema salarial tradicional como consecuencia del desarrollo de la sociedad tecnológica actual que han disociado el crecimiento económico de la creación de empleo haciendo incluso compatible que una disminución del trabajo asalariado se produzca junto a una alta productividad y crecimiento -al que actualmente contribuye el taylorismo digital. También deben considerarse en este contexto los límites ecológicos y productivos de la Tierra; en este sentido Donella Meadows ha señalado que los límites del crecimiento del planeta podrían producir colapsos sociales y guerras climáticas.

## Conclusión
La productividad en los procesos organizacionales, este artículo se apoya en la investigación de fuentes secundarias relacionadas con artículos de revistas y con aportes de los autores desde sus experiencias académicas y profesionales. Analiza el significado y los componentes de la productividad, identifica los factores externos e internos que determinan el nivel de productividad en la organización y luego destaca el papel de los recursos humanos en el logro de metas y objetivos.
El nivel de la empresa y su relación con otros aspectos importantes de la empresa como la gestión de costes y calidad. También se analiza el impacto del sistema de gestión de la calidad en la productividad de la organización. También aborda algunos de los aspectos básicos que se deben considerar para medir la productividad de las operaciones y factores dentro de la empresa como indicadores del crecimiento económico. (Delgado Bustamante et al., 2018)
Este artículo resuelve todas las cuestiones de productividad, identificando todas sus decisiones y el establecimiento de la relación entre los costos y la gestión de la calidad, y destacando el papel debido a los recursos humanos que contribuyen a la productividad y el rango de objetivos regulatorios, confirman algunos factores para medir y proponer de manera efectiva la gestión. Modelos que permiten a las empresas trabajar con niveles de alta productividad. (Medina et al., 2004)
¿Para lograr el propósito de este estudio, las siguientes preguntas, las herramientas existentes y se pueden usar para evaluar el rendimiento de la producción como un elemento fundamental en la resolución prevista ¿Cómo puedo definir el concepto de productividad para determinar qué operaciones de la organización se ven afectadas?
La productividad regular, lo que significa que no está determinado por un factor, pero hay muchas cosas que las afectan para determinar el nivel de productividad de la compañía, puede encontrar factores internos establecidos; En cualquier organización que implemente algunas influencias y factores externos, independientemente de la sociedad, pero de la misma manera, determinan su comportamiento productivo, entre los factores más importantes de los recursos humanos.
Las hojas de cálculo personalizadas ofrecen la ventaja de adaptarse específicamente a su empresa y sus procesos. Presentan la desventaja de ser potencialmente menos robustos o ágiles que un sistema de software diseñado por profesionales que se basan en una base de datos más profunda y más amplia.
Se merece destacar tecnología para aumentar la productividad corporativa, porque simplifica y reduce las actividades de tiempo que lo hacen más rápido es importante recordar que existe una estrecha relación entre los costos, la calidad y la productividad de la calidad para determinar la calidad positiva para otros, porque a través del sistema de gestión de calidad completo, la productividad de alto precio y la reducción de precios y reducen los costos, este polímero no es Siempre reparado términos o modificación.
El efecto de productividad también establece sistemas de gestión de la calidad para lograr un alto nivel de calidad, y un modelo de EFQM ha demostrado efectivamente en el mercado internacional, por lo que es una herramienta importante para la gestión de todo tipo de operaciones. Sin embargo, existen otras estructuras, modelos de referencia y factores que afectan la mejora de la productividad, la competitividad y la gestión de las organizaciones.